# AMD Radeon Software
AMD Radeon Software es un controlador de dispositivo y un paquete de software de utilidad para las tarjetas gráficas y APU Radeon de AMD. Su interfaz gráfica de usuario está construida con Electron y es compatible con las distribuciones de Windows y Linux de 64 bits.

## Paquete de software

### Funcionalidad
Radeon Software incluye el siguiente conjunto de funciones:
- Gestión de perfiles de juego
- Overclocking y undervolting
- Supervisión del rendimiento
- Grabación y transmisión
- Gestión de capturas de pantalla y vídeos capturados
- Notificaciones de actualización de software
- Asesor de actualización

### Historia
El software se conocía anteriormente como AMD Radeon Settings, AMD Catalyst y ATI Catalyst. AMD dejó de proporcionar versiones de 32 bits en octubre de 2018.

## Hardware compatible
El software AMD Radeon está diseñado para admitir todos los bloques de funciones presentes en una matriz de GPU o APU. Además del código de instrucción destinado a la representación, esto incluye controladores de pantalla, así como sus bloques SIP para decodificación de video (Unified Video Decoder (UVD)) y codificación de video (Video Coding Engine (VCE)).
El controlador del dispositivo también es compatible con AMD TrueAudio, un bloque SIP para realizar cálculos relacionados con el sonido.

### Productos compatibles
El software AMD Radeon es compatible con las siguientes líneas de productos de AMD (y de la tradición ATI) destinadas al renderizado:
- Unidades de procesamiento de gráficos (GPU)
- Unidades de procesamiento acelerado (APU)

Las siguientes líneas de productos son probablemente no es compatible con el software AMD Radeon, sino con algún otro software, que (por ejemplo) tiene certificación OpenGL:
- Línea de productos AMD FireStream para GPGPU en supercomputadoras y similares
- Línea de productos AMD FireMV para configuraciones de varios monitores (en desuso debido a que AMD Eyefinity está disponible en todos los productos de consumo)

- Línea de productos AMD FirePro para profesionales que requieren compatibilidad certificada con OpenGL

### Compatibilidad con varios monitores
A partir de Catalyst 14.6, AMD ha habilitado la compatibilidad con resoluciones mixtas, lo que permite crear un único grupo de pantallas Eyefinity en el que cada monitor se ejecuta a una resolución diferente. Sin embargo, la versión actual puede deshabilitar cualquier modo de visualización adicional y cambiar a una resolución en el único modo disponible. Esta característica es posible gracias a la adición de dos nuevos modos de visualización de Eyefinity, Ajustar y Expandir, que se unen al modo Relleno tradicional. En los modos Ajustar y Expandir, AMD está compensando las resoluciones no coincidentes mediante la creación de un escritorio virtual que tiene una resolución diferente a la de los monitores y luego lo rellena o lo recorta según sea necesario.
Antes de Eyefinity, existía el software solo para Windows "HydraVision" (originalmente adquirido de Appian Graphics completo con su equipo de desarrollo), un software de administración de escritorio/pantalla que proporciona principalmente administración de pantallas virtuales y monitores múltiples. Tiene un amplio soporte de teclas de acceso rápido.

### Aceleración de vídeo
Los dos núcleos SIP de AMD para la aceleración de video, de motor de codificación de video y el decodificador de video unificado son compatibles con el software AMD Radeon.

### Aceleración de audio
Algunos productos de AMD contienen núcleos SIP para aceleración de audio con la marca AMD TrueAudio. El soporte para este coprocesador DSP de aceleración de audio es parte del software AMD Radeon.
En Microsoft Windows, el soporte para AMD TrueAudio tiene el nombre en código "ACP" (para coprocesador de audio) y se implementa a través del "servicio de usuario ACP" (amdacpusrsvc.exe), un servicio en segundo plano que ayuda a administrar las tareas de audio en los juegos.
En Linux, AMD TrueAudio también tiene el nombre en código "acp": algunos códigos relacionados con esto se pueden encontrar en el directorio /drivers/gpu/drm/radeon de las fuentes del kernel de Linux.

### Ahorro de energía
AMD Radeon Software incluye soporte para AMD PowerPlay, AMD PowerTune y AMD ZeroCore Power, el conjunto de tecnologías de AMD para reducir el consumo de energía en sus productos gráficos.

## Interfaces compatibles

### Representación
El controlador de dispositivo de AMD Radeon Software admite múltiples interfaces de renderizado, todas diseñadas para brindar a los programas del espacio del usuario, como videojuegos o software CAD, acceso a los bloques SIP correspondientes.

#### Direct3D
Direct3D 12 está disponible para GCN con la versión 15.7.1 o superior.

#### Mantle
Solo el software Radeon dirigido a Microsoft Windows incluía soporte para Mantle . En 2019, a partir de la versión 19.5.1, se suspendió oficialmente, a favor de DirectX 12 y Vulkan (basado en Mantle) aumentaron su popularidad. Los usuarios de Windows que aún deseen utilizar Mantle deberán utilizar una versión anterior de los controladores (anterior a la 19.5.1).

#### OpenGL
OpenGL 4.5 es posible para TeraScale 2 y 3 con AMD Radeon Software Crimson Edition Beta (versión de controlador 15.30 o superior como Crimson Beta 16.2.1). Se perderá la compatibilidad con OpenCL, pero se puede recuperar copiando los archivos relevantes de un paquete anterior como Radeon Software 15.11.1 Beta. Los controladores beta no son compatibles con HDCP.
OpenGL 4.5 está disponible para GCN con la versión 16.3 o superior.
El cumplimiento de OpenGL 4.x requiere compatibilidad con sombreadores FP64. Estos se implementan mediante emulación en algunas GPU TeraScale.
OpenGL 4.6 es compatible con el controlador de gráficos AMD Adrenalin 18.4.1 en Windows 7 SP1, 10 versión 1803 (actualización de abril de 2018) para AMD Radeon HD 7700+, HD 8500+ y posteriores. Publicado en abril de 2018.

#### Vulkan
Vulkan 1.0 está disponible con AMD Radeon Software Crimson Edition 16.3.2 o superior para GCN.
Vulkan 1.1 con AMD Radeon Software Adrenalin Edition 18.3.3 o superior.
Vulkan 1.2 con Adrenalin 20.1.2 o superior.
Vulkan 1.3 con Adrenalin 22.1.2 o superior.

### Aceleración de vídeo
El controlador de dispositivo de AMD Radeon Software admite múltiples interfaces, todas diseñadas para brindar a los programas del espacio del usuario, como el software GStreamer o HandBrake, acceso a los bloques SIP correspondientes.

### GPGPU

#### OpenCL
Con Catalyst 9.12, el soporte de OpenCL 1.0 estaba disponible.
En Catalyst 10.10 OpenCL 1.1 estaba disponible.
Catalyst 12.4 admite OpenCL 1.2.
El controlador OpenCL 2.0 funciona desde 14.41 para modelos basados en GCN. Esto también es compatible con versiones anteriores de OpenCL.
Los chips TeraScale 2 y 3 pueden usar el nivel 1.2.

#### Close to Metal
Close to Metal era una API de bajo nivel de AMD que fue abandonada en favor de OpenCL.

### Otro
AMD HD3D API 3D estereoscópica de AMD.

#### Heterogeneous System Architecture (HSA)
Con Catalyst 14.1 HSA es posible. Las unidades gráficas del procesador principal AMD y las unidades de tarjetas gráficas Radeon funcionan combinadas.

#### Servicios de GPU de AMD (AGS)
- GPUOpen: biblioteca de servicios de GPU de AMD (AGS)

#### SDK de biblioteca de visualización de AMD (ADL)
- GPUOpen: Biblioteca AMD Display (ADL)
- SDK de biblioteca de visualización de AMD (ADL)

## Soporte de sistemas operativos

### Linux
Las principales pilas de software de GPU de AMD son totalmente compatibles con Linux: GPUOpen para gráficos y ROCm para computación. GPUOpen suele ser simplemente un complemento, para las utilidades de software, de la pila de software Mesa gratuita que se distribuye ampliamente y está disponible de forma predeterminada en la mayoría de las distribuciones de Linux.
AMD se esfuerza por empaquetar su software para Linux por su cuenta, sin depender únicamente de las distribuciones de Linux. Lo hacen mediante el uso de scripts de shell amdgpu y amdgpu-pro, y proporcionan archivos de paquetes para, por ejemplo, apt y rpm.

### Microsoft Windows y Linux
| Soporte de Windows        | De la versión | A la versión        | Notas |
| ------------------------- | ------------- | ------------------- | --- |
| Windows 9x                | 02.1          | 4.4/6.2             | Hubo algunos lanzamientos posteriores para estos sistemas operativos, incluyendo una compilación de Windows Me de Catalyst 6.2 lanzada el 9 de febrero de 2006.                                  |
| Windows 2000              | 02.1          | 6,5 /7,4            | Las versiones más recientes de Catalyst hasta la 7.4 funcionarán en 2000 de manera extraoficial sin ninguna modificación; las versiones posteriores pueden necesitar la edición del archivo .inf |
| Windows XP [x86 & x64]    | 02.1          | 14.4                | Las actualizaciones de controladores y el soporte se detuvieron en AMD Catalyst 14.4 para tarjetas de video con soporte hasta DirectX 11 en hardware y 10.2 para tarjetas DirectX 9.0c.          |
| Windows Vista [x86 & x64] | 7.2           | 13.12               | Las actualizaciones de controladores y el soporte se detuvieron en AMD Catalyst 13.12 para tarjetas de video con soporte hasta DirectX 11.                                                       |
| Windows 7 [x86/x64]       | 9.3           | 18.9.3/22.6.1       | Las actualizaciones de controladores y el soporte se suspendieron para los sistemas operativos x86 en la versión 18.9.3 y para x64 en la 22.6.1.                                                 |
| Windows 8.1 [x86/x64]     | 12.8          | 17.1.2/17.7.1       | El soporte para actualizaciones de controladores se detuvo en 2017, aunque aún es posible instalarlo.                                                                                            |
| Windows 10 [x86/x64]      | 15.7          | 18.9.3/más reciente | La compatibilidad con el controlador x86 se suspendió para centrarse solo en x64. |
| Windows 11 [x64]          | 21.9.1        | más reciente        | |
| RHEL [x64]                |               | más reciente        | |
| CentOS [x64]              |               | más reciente        | |
| Ubuntu [x64]              |               | más reciente        | |
| SLES/SLED 15 [x64]        |               | más reciente        | |

Comenzando con la versión 4.9 (lanzada el 4 de septiembre de 2004), el paquete del controlador Catalyst incluía ATI Catalyst Control Center, una nueva aplicación de software para manipular muchas funciones de hardware, como configuraciones 3D, controles de monitor y opciones de video. Muestra una pequeña vista previa en 3D y permite al usuario ver cómo los cambios en la configuración de gráficos afectan la calidad de la imagen renderizada. También muestra información sobre la propia tarjeta y los datos del software. Esta aplicación requiere Microsoft . NET Framework.
Radeon Software 16.x y superior solo para modelos basados en GCN. Con soporte 16.3.2 Vulkan 1.0.
Radeon Software 17.7.1 es el controlador final para Windows 8.1
Radeon Software 18.9.3 es el controlador final para Windows 7/10 de 32 bits
Radeon Software 22.6.1 es el controlador final para Windows 7 (y Windows 8.1 de manera extraoficial); 22.6.1 también es el controlador final para las GPU basadas en GCN 1, GCN 2 y GCN 3

#### En plataformas Windows
- No se puede ajustar la cantidad de fotogramas adelantados renderizados
- El almacenamiento en búfer triple en D3D no se puede forzar
- V-sync en muchos juegos bajo Windows 7 no se puede forzar a deshabilitar

#### En plataformas Linux
- No hay soporte para HDTV 3D.

### Tecnologías relacionadas
- AMD CrossFire
- AMD PowerPlay
- AMD Hybrid Graphics
- ATI Avivo

### Temas relacionados
- ATI/AMD en controladores de dispositivos gráficos gratuitos y de código abierto